# Armement médiéval

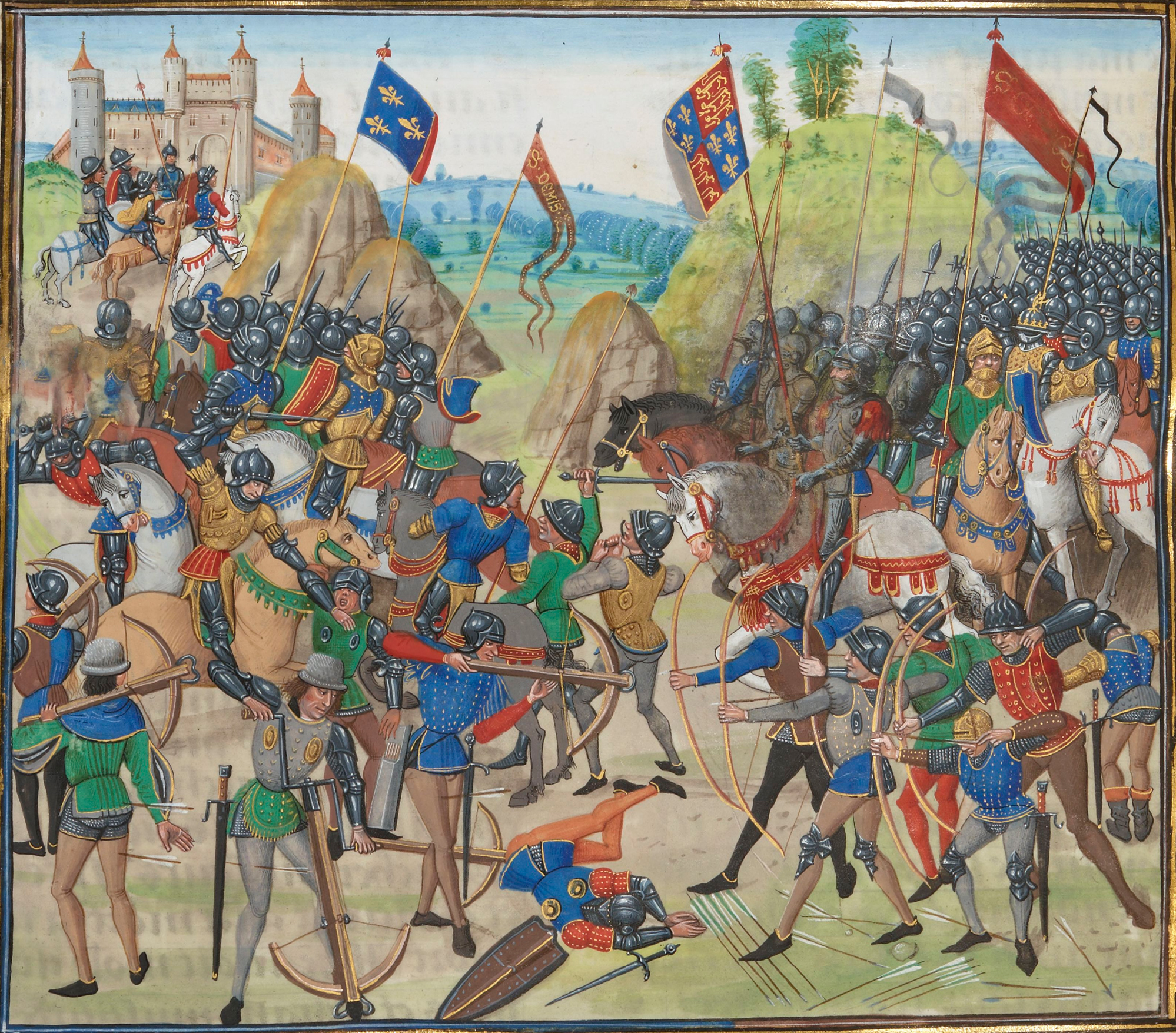
La bataille de Crécy (1346) entre les Anglais et les Français durant la guerre de Cent Ans.

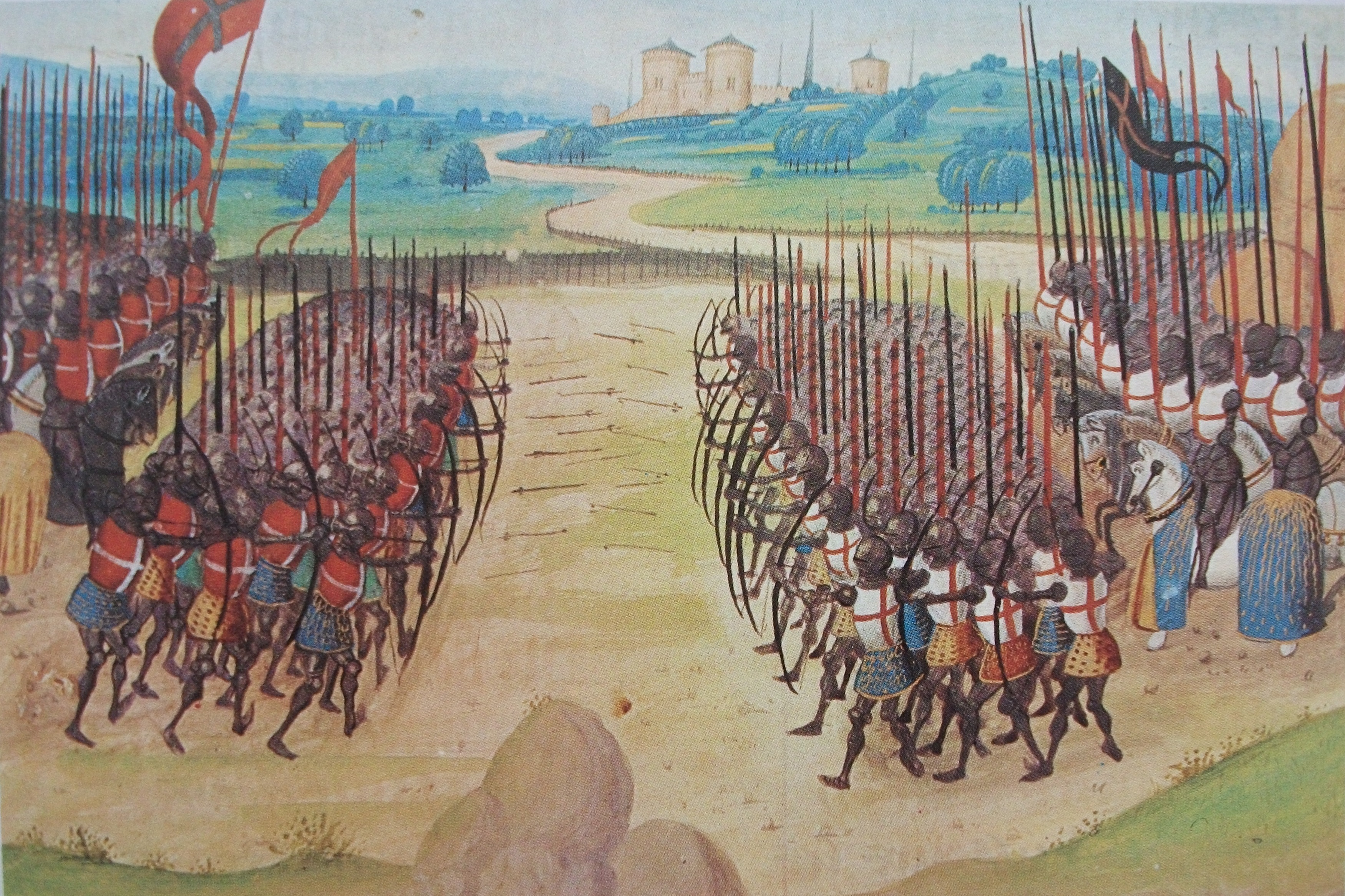
La bataille d'Azincourt (1415) entre les Anglais et les Français pendant la guerre de Cent Ans. Miniature du XVe siècle.

L'histoire de l’armement médiéval est marquée par la suprématie de la cavalerie, à compter de la bataille d'Andrinople (378 apr. J.-C.) où les cavaliers lourds de l'armée des Goths vainquent les cohortes de la Légion romaine.
Cette suprématie s'achève en fin de période par les armes de tir (armes de jet et armes à feu), comme les arcs à la bataille d'Azincourt (1415) et l'avènement de la poudre à canon à partir du XVe siècle avec notamment la bataille de Castillon (1453) et la prise de Constantinople (1453).

## Armement mérovingien
L'armement franc a longtemps été vu comme l'une des principales causes des succès militaires de ce peuple au haut Moyen Âge. Parallèlement, l'historiographie moderne a prêté de grandes qualités militaires à Clovis et à certains de ses successeurs qui surent plus particulièrement agrandir le royaume au détriment de leurs voisins.
En réalité, Grégoire de Tours n'a que cette phrase pour qualifier les premiers succès francs dus à ce roi : « Il fit beaucoup de guerres et remporta certaines victoires », ce qui tendrait à montrer que Clovis ne fut ni plus doué, ni plus chanceux que ses prédécesseurs moins connus.
En fait, l'armement des Francs mérovingiens, bien étudié grâce à de nombreux recoupements entre l'archéologie et les sources écrites latines, ne devait pas être très différent de celui de leurs voisins germaniques contemporains. Certains historiens pensent même qu'il était inférieur, par exemple, à celui des Wisigoths d'Alaric.
Aujourd'hui, l'hypothèse qui tend à triompher explique plus leurs succès retentissants par l'influence romaine qu'ils subirent précocement, que par une quelconque supériorité technique.
Cette influence apporta notamment plus de discipline dans leurs rangs, ce qui aurait pu peser lourdement sur l'issue des combats importants. Acquise par les hommes de Clovis lors des victoires sur Syagrius, ou simplement transmise aux auxiliaires francs du temps de son père, Childéric, une conception romaine de l'armée apparaît, par exemple, dans la revue des troupes effectuée par Clovis qui donne lieu à l'épisode du vase de Soissons. Ce souci de la tenue traduit donc une rigueur dans le commandement et sans doute n'en allait-il pas autrement sur le terrain.
L'armement proprement dit, quant à lui, est varié et change peu au cours de la période mérovingienne. Ainsi, vers le VIIe siècle, il comprend une hache de jet appelée francisque, la lance appelée framée, l'épée — soit symétrique à deux tranchants (la spatha), soit courte (la semispatha), ou encore à un seul tranchant (le sax ou scramasaxe). Dans une moindre mesure, l'arc en forme de « D » et les flèches sont attestés dans de nombreuses tombes. L'armement des Francs contient aussi le javelot, appelé l'angon.

## Armement carolingien

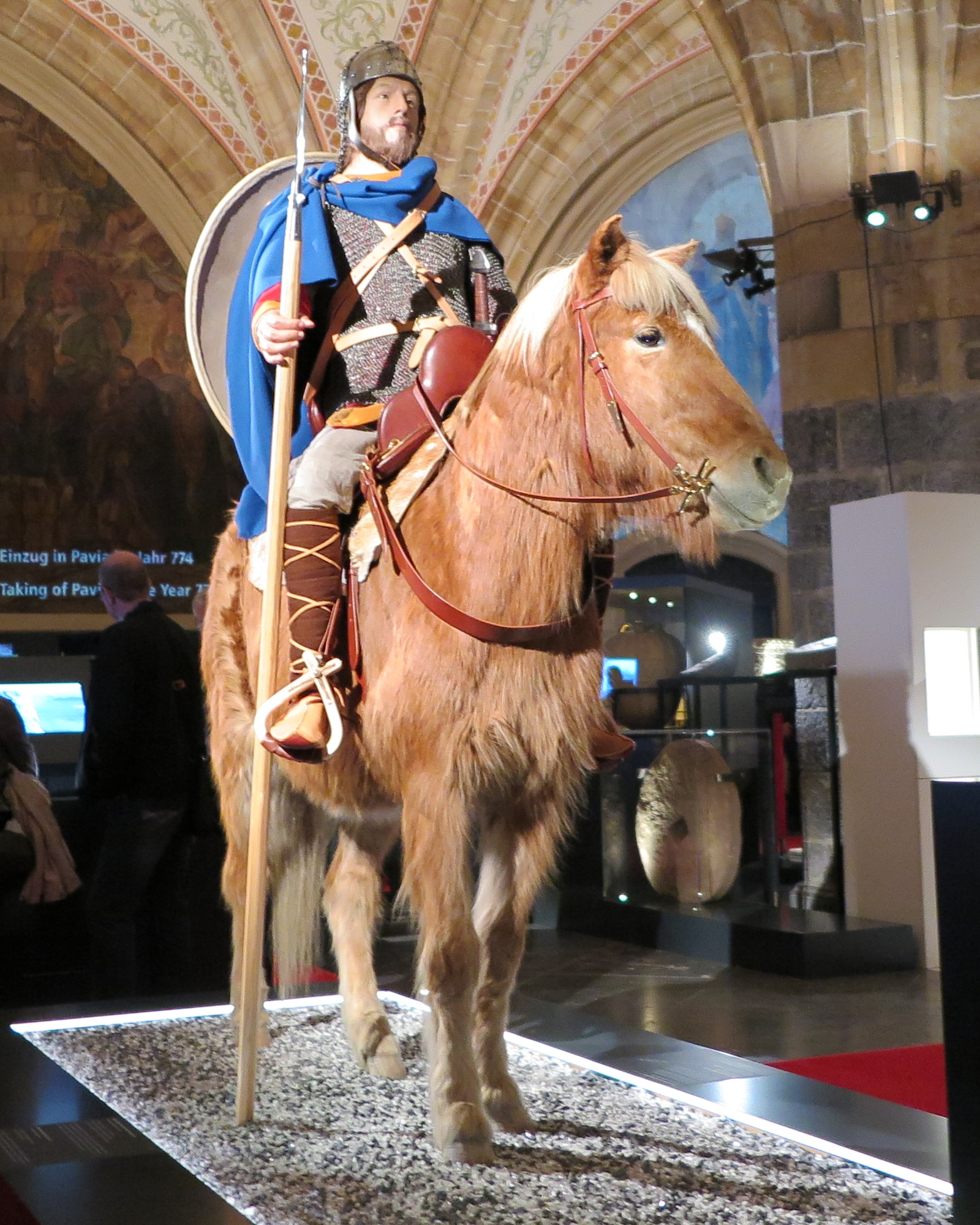
Reconstitution d'un guerrier carolingien armé d'un spangenhelm, d'une cotte de mailles, d'une lance et d'un bouclier, montant un cheval de guerre. Exposition Charlemagne à l’hôtel de vile d'Aix-la-Chapelle en 2014.

Sous les Carolingiens, l'armement évolue vers ce qu'il sera à l'époque féodale.
Tout d'abord, avec l'importance accrue de la cavalerie, son coût augmente : si en théorie tous les hommes libres du royaume des Francs doivent le service militaire (l'ost), un système de compensations monétaires fait en sorte que seuls les plus riches partent à la guerre. Il s'agit là d'une évolution majeure vers la professionnalisation des hommes d'armes par opposition aux troupes germaniques des périodes précédentes.
De plus, l'armement en général se spécialise : l'épée carolingienne s'allonge et l'alliage dans lequel elle est forgée s'améliore grâce à une évolution constante des techniques servant à l'élaboration de l'acier. Cette épée est connue pour être la meilleure arme de son époque (plusieurs armes franques entrent dans la légende : voir noms d'épées) et des lois strictes en interdisent le commerce à l'étranger (pour éviter de la retrouver entre les mains des Vikings en particulier). L'arc s'améliore également, à la suite des combats contre les Avars, un peuple des steppes.

En fin de période, les Vikings sèment la terreur avec leurs longues cottes de mailles et leurs épées, mais celles-ci sont copiées sur celles des Carolingiens, quand elles ne sont pas directement importées, d'où les lois en interdisant le commerce.

## Le temps des chevaliers

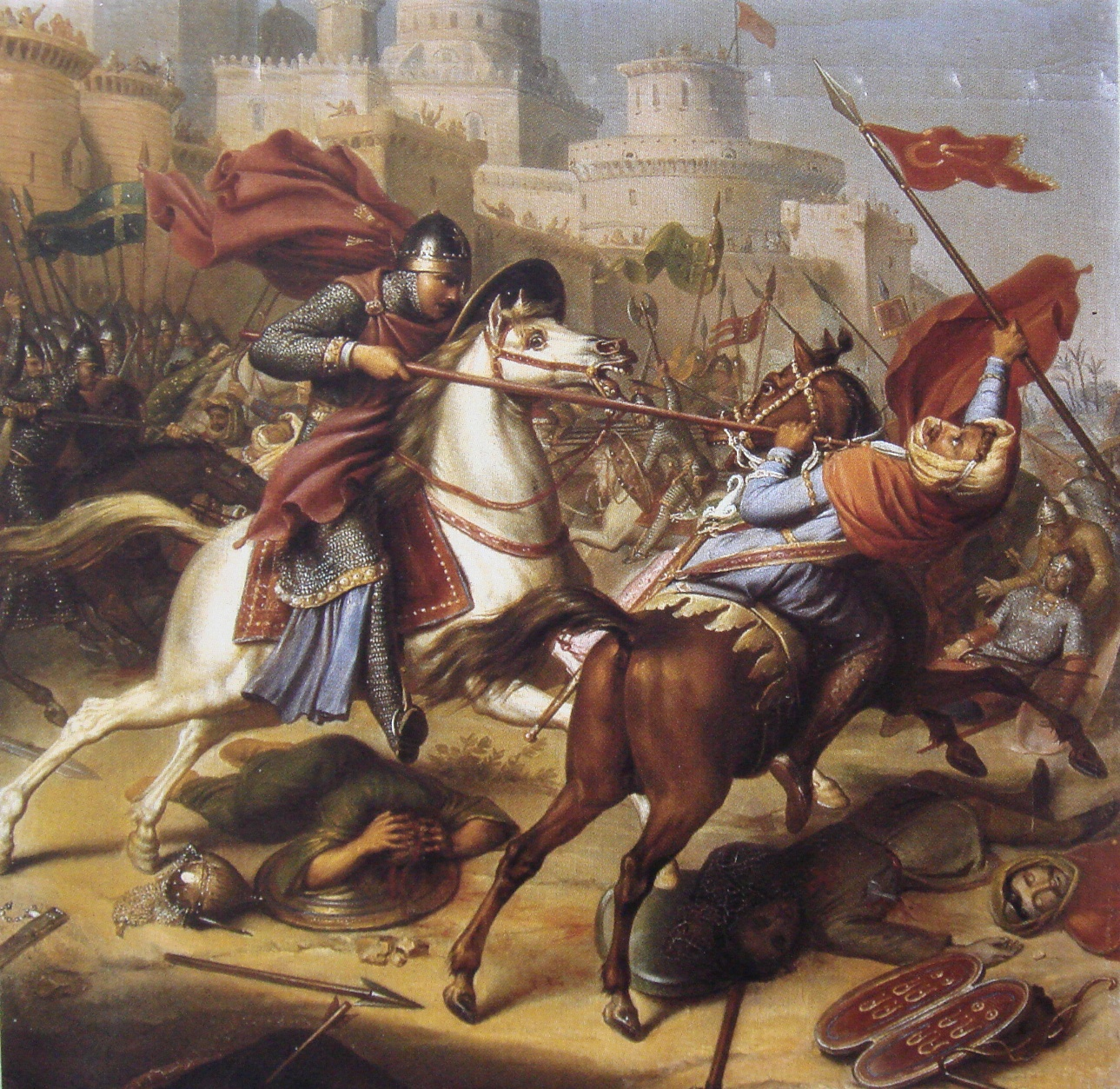
Robert II de Normandie pendant le siège d'Antioche (1097–1098) durant la première croisade ; peinture de Jean-Joseph Dassy (1850).

C'est à la bataille de Hastings en 1066, qu'apparaît une nouvelle façon de tenir leur lance pour les cavaliers : presque à l'horizontale, pour charger. Ce sont là les origines de la joute équestre. Ce jeu emblématique du Moyen Âge, sans doute au départ un entraînement au combat, n'a toutefois rapidement plus rien à voir avec la guerre.
Au cours du XIIe siècle la lance évolue de façon à permettre à la cavalerie d'obtenir des charges puissantes :
- lance tenue sous le bras au lieu d'au-dessus de l'épaule comme au Xe siècle ;
- utilisation généralisée des étriers qui permettent de se tenir debout pour combattre, améliorant sensiblement la défense vis-à-vis de l'infanterie ;
- changement de la forme de la lance. Une garde d'acier est ajoutée, qui permet de faire soutenir le choc par l'épaule entière ;
- l'allongement de la lance est permis par la tenue sous le bras ;

Ces innovations permettent une forte augmentation du choc à l'impact et modifient radicalement l'importance de la cavalerie lourde qui devient dès lors capable d'infliger de lourds dégâts à l'infanterie en peu de temps, sans être pour autant aussi fragile qu'avant dans les mêlées prolongées.
Signe des temps, la « chevalerie » (du nom des cavaliers français), poursuivant l'évolution amorcée sous les Carolingiens, s'impose dans tous les combats. Le chevalier se distingue surtout par ses armes défensives, qui se fondent en une armure de meilleure qualité que celle des autres gens d'armes de l'époque (tout en restant toutefois proportionnel à sa richesse ; ainsi un chevalier de piètre naissance n'a pas le même barda qu'un chevalier plus riche que lui, voire qu'un simple soldat). Le code de la chevalerie chrétienne, qui se définit progressivement à partir des tentatives de l'Église pour limiter les combats au XIe siècle détermine également dans une large mesure la manière dont la guerre est abordée en Occident durant la période.

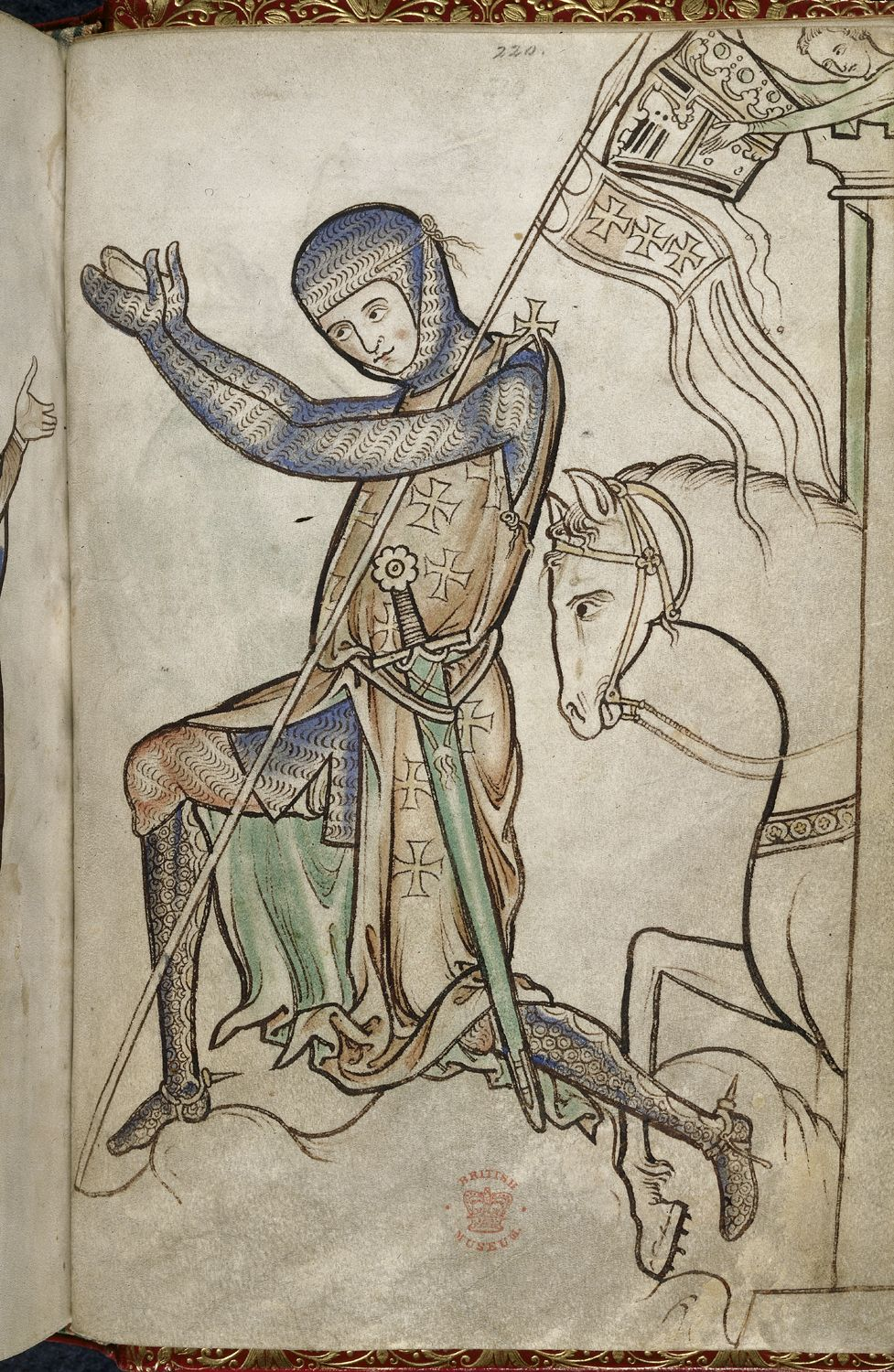
Un chevalier portant une cotte de mailles, enluminure du XIIIe siècle, British Library.

L'âge d'or de la chevalerie est le XIIIe siècle, au cours duquel le chevalier, armé du haubert long, des chausses de maille, et du grand heaume a une réelle suprématie sur le champ de bataille. Les textes de l'époque parlent de cavaliers « fendant et écrasant la masse de la piétaille alliée et ennemie pour aller combattre les chevaliers ennemis » seuls considérés. Les armes d'hast, seules armes de piéton à pouvoir inquiéter un cavalier (fers tranchants, piquants ou contondants emmanchés sur de longues hampes d'au moins la hauteur d'un homme) comme la vouge, la guisarme, le goedendag et autres ne se développent qu'à la fin du XIIIe siècle. C'est également au XIIIe siècle que le tournoi acquiert sa forme « moderne » ; composé de plusieurs épreuves dont la joute à cheval, au cours de laquelle deux chevaliers séparés par une barrière s'affrontent face à face armés d'une lance généralement dite « courtoise » c’est-à-dire émoussée.
Au XIVe siècle, la chevalerie française, emblématique de l'époque, se heurte néanmoins aux arcs longs anglais à la bataille de Crécy, puis à la bataille d'Azincourt. Ces derniers, par leur puissance et par leur longue portée permettent de percer une armure : à partir d'une distance de 20 mètres ou moins sur une armure de plate, à partir de 100 mètres sur un simple gambison de cuir. Il permet en outre de déstabiliser et de fatiguer le combattant pendant l'approche. De plus, les Anglais grâce à une meilleure organisation (le roi ayant édicté des ordonnances visant à réformer ses troupes en une réelle armée où chaque homme doit posséder l'équipement de sa fonction - normalisation de l'équipement) déroutèrent une armée française désordonnée et composée de nobles avides de faits d'armes personnels et non pas de se plier à une quelconque stratégie.
L'irruption des armées de métiers sur le champ de bataille annonce en cela la fin de la chevalerie qui est due en dernière analyse à la multiplication des armes à feu. Ainsi, la légende autour de la mort du chevalier Pierre du Terrail de Bayard, dit le « chevalier Bayard », survenue le 29 avril 1524, à Rovasenda près de Milan, indique à quel point le traumatisme fut grand lorsque n'importe quel soldat pouvait, à l'aide d'une arme à feu, abattre le plus grand guerrier du royaume. Un autre « fléau de la chevalerie » se développa au XVe siècle : le retour sur le champ de bataille des formations d'infanterie denses et compactes (pratique disparue depuis l'Antiquité) constituées de piquiers, hallebardiers et vougiers en périphérie de la formation et d'arbalétriers et canonniers à main au centre. Les Suisses passèrent maîtres dans l'application de cette stratégie et infligèrent aux cavaleries française, bavaroise et surtout bourguignonne de sévères défaites (bataille de Grandson).

## Glossaire
- Âme : cœur de la lame d'une épée.
- Quillons : pièces perpendiculaires à la lame de l'épée, qui composent sa garde.
- Umbo : terme latin désignant la bosse du bouclier ou le cache-poing.

## Classement par période

### Haut Moyen Âge

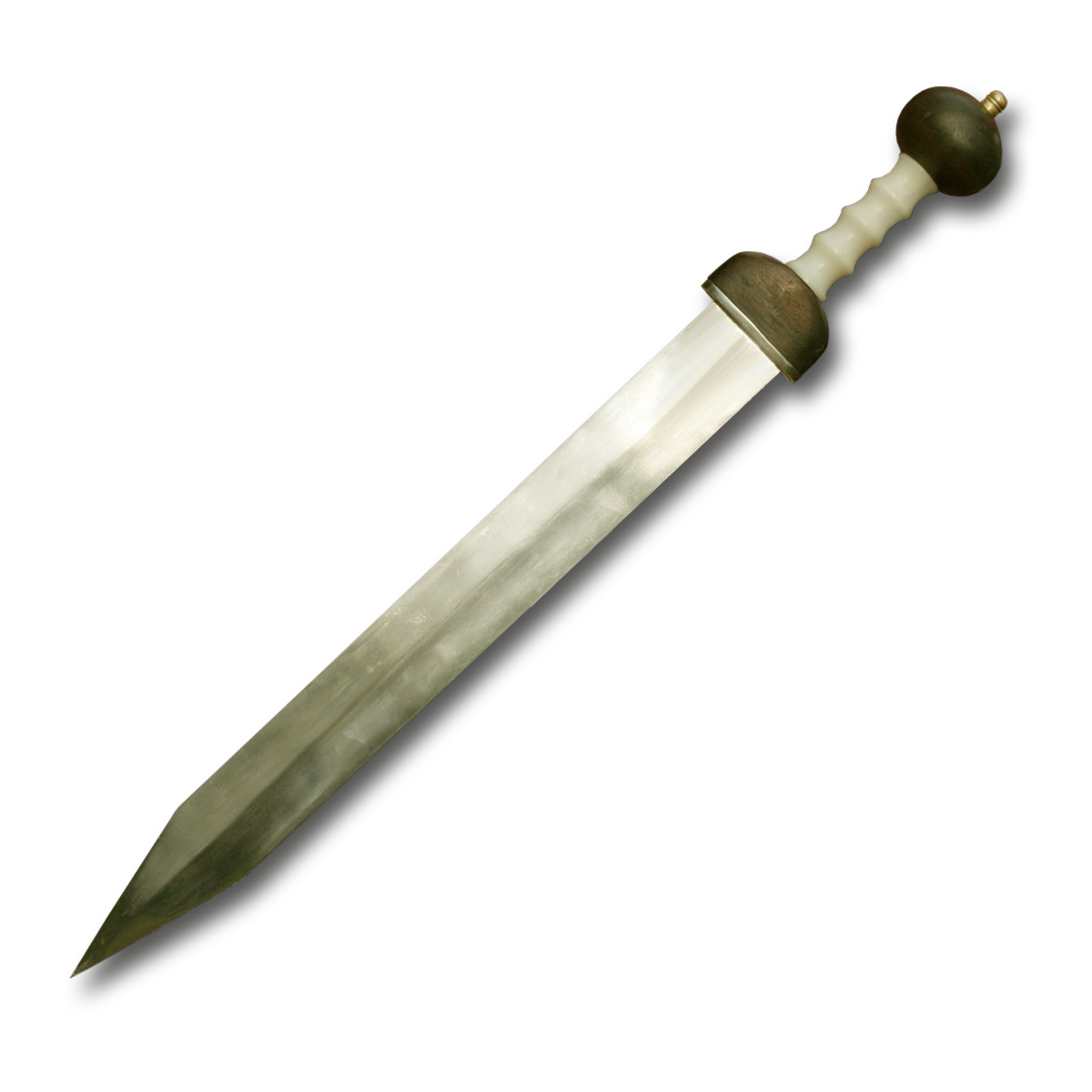
Un glaive.

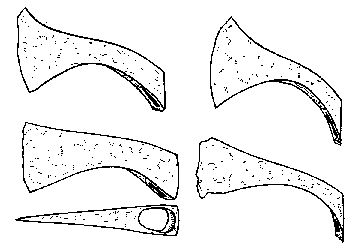
Différents fers de francisque.

- Gourgandine : lance ou javelot franc au fer en forme d'un harpon.
- Cataphracte : (terme grec) cuirasse à écailles employée par la cavalerie lourde gothique puis byzantine. Celui qui la porte est un cataphractaire.
- Contus : (terme latin d'origine grecque) longue lance de cavalier, maniée à deux mains.
- Scramasax ou Sax : arme blanche semi-longue à un seul tranchant.
- Dague : arme blanche courte à double ou simple tranchant.
- Épée : arme blanche à double ou simple tranchant, sans doute d'origine celtique et copiée par les Romains et par les Germains. L'épée franque (carolingienne) est la plus renommée jusqu’à ce que les Vikings la copient et la surpassent.
  - Durant cette période, l'épée est dite longue lorsqu'elle mesure de 0,80  à   1 m. Elle est héritée de la spatha romaine du bas-Empire.
- Francisque : nom traditionnel de la hache de jet des Germains occidentaux, que popularisèrent les Francs.
- Glaive : (du latin gladius) épée courte ; arme blanche semi-longue à double tranchant.
- Javeline : arme de jet légère, semblable à une lance ou à un javelot raccourci.
- Javelot : lance de jet légère.
- Lance : terme générique désignant une arme offensive dotée d'un fer emmanché sur une hampe. Elle est popularisée par la cavalerie gothique.
- Latte (arme) : sabre droit.
- Chausse-trape : pointes en fer posées au sol pour empêcher l'avancée ennemie.
- Rondache : bouclier de forme circulaire et généralement de taille moyenne.
- Sabre : arme blanche longue à un seul tranchant, populaire chez les peuples de la steppe. Le sabre peut être droit (latte, proto-sabre) ou courbe. Au cours du haut Moyen Âge, sa forme a tendance à se courber.
- Semispatha : nom latin de l'épée courte.
- Spangenhelm : terme historiographique allemand désignant le casque composite segmenté populaire chez les Germains orientaux.
- Spatha : nom latin de l'épée longue, utilisé pour désigner l'épée longue romaine tardive, l'épée des grandes invasions et l'épée mérovingienne.

### Moyen Âge (1300-1500)
- Baliste (ou pierrière).

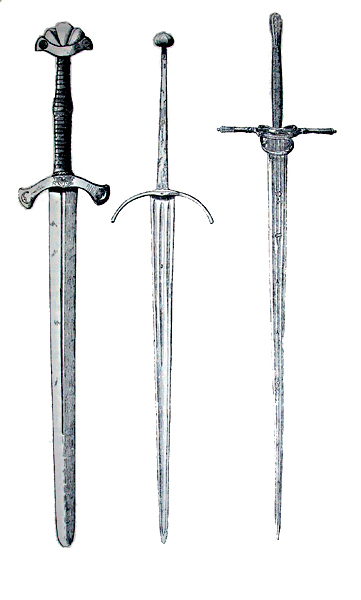
Épées du bas Moyen Âge.

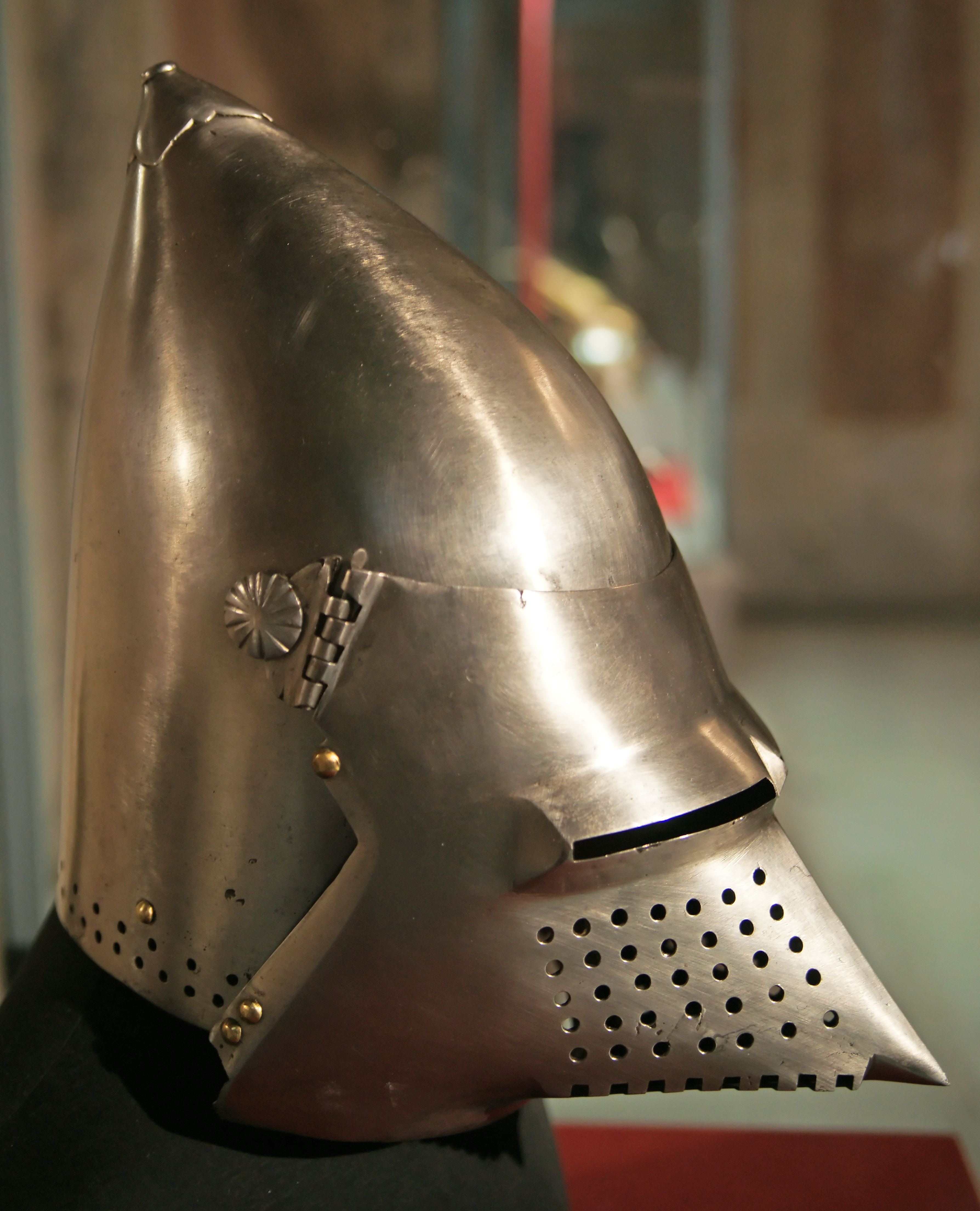
Bassinet à bec de passereaux.

- Bardiche : arme originaire d'Europe de l'Est, composée d'un manche en bois pouvant être long de 2 m et d'un fer en forme de hache allongée.
- Brigandine : « veste » dans laquelle sont rivetées des plaques d'acier afin d'améliorer la flexibilité de l'ensemble sans perdre de résistance à l'impact.
- Broigne.
- Camail : mnémotechnique : « cagoule de maille » se portant sous un grand heaume ou une cervelière, pouvant également protéger la mâchoire d'un coup de coupe.
- Claymore : Grande épée à garde tronquée, elle est représentative des peuplades des Lowlands et des Highlands d'Écosse.
- Cotte d'armes.
- Épée : outil de combat se déclinant sous diverses versions, ex. : épée une main, une main et demie, deux mains. Composée de plusieurs parties fondamentales : Lame, Garde, Fusée (poignée), Pommeau. La lame est composée elle-même de plusieurs parties : les tranchants (qui peuvent se décliner en vrai et faux tranchant), le diamantage, la gouttière, le Fort, le Moyen et le Faible.
- Espadon Grande épée maniée à deux mains.
- Fauchard : arme d'hast inspirée de la faux qu'utilisaient les paysans en temps de guerre. Elle apparaît au début du XIIIe siècle.
- Fauchon.
- Flamberge : ou lame Flamboyée. Grande épée à la lame ondulée, permettant d'accentuer l'étendue des dégâts lors de la coupe, mais également au potentiel augmenté pour l'impact sur armure.
- Fléau d'armes : arme contondante, pouvant être adjointe de piques (morning star). Le fléau, à la différence de la Masse d'Armes, se compose d'une chaine servant, entre autres, à passer par-dessus les boucliers pour briser le bras.
- Gambison : chemise épaisse remplie de rembourrage ayant plusieurs fonctions : la protection légère, l'absorption des chocs lors du port d'une armure. Il se décline sous diverses versions en fonction de l'époque.
- Gonfanon.
- Guisarme.
- Harnois.
- Haubert.
- Heaume : casque emblématique du chevalier destiné à protéger la tête.
- Mangonneau.
- Masse d'armes.
- Miséricorde : dague à lame mince, à deux tranchants, trois tranchants ou à section carrée essentiellement destinée à frapper d'estoc (de la pointe) dans les ouvertures de l'armure.
- Pavois : bouclier massif utilisé par les arbalétriers.
- Pertuisane : arme dérivée de la lance, utilisée en Italie au XVe siècle.
- Pique : longue lance de fantassin (env. 6 m), utilisée pour briser la charge des cavaliers.
- Salade.
- Tabar : mnémotechnique : « Tablier de l'Arnois ». Se porte par-dessus la cotte de mailles, souvent porteur des couleurs du chevalier. En tissu.
- Targe.
- Vouge : arme d'hast du XVème siècle constituée d'une lame fine à double tranchant, le tranchant du dos de la lame ne se rendant qu'à la moitié de la lame, se croisant en une pointe fine, et montée avec une douille à sa base sur une hampe d'environ un mètre et demi à deux mètres. Il lui est parfois ajouté des languettes à la manière des haches d'armes, ou encore une rondelle pour protéger les mains.

## Classement par type d'arme
Note : Les termes peuvent apparaître plusieurs fois lorsqu'ils désignent une pièce d'armement appartenant à plusieurs types d'armes.

### Armes de cavalerie et d'infanterie

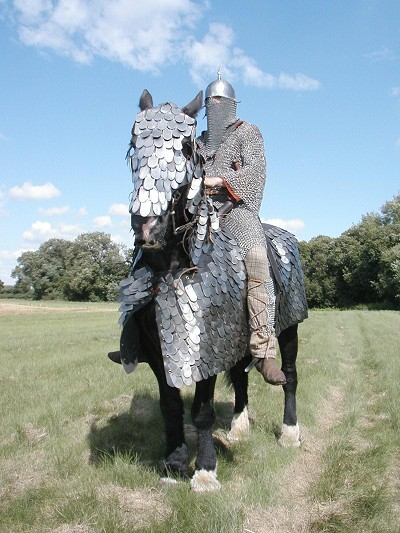
Cataphracte complète de guerrier Sassanide, avec les protections pour le cheval.

- Cataphracte : (terme grec) cuirasse à écailles employée par la cavalerie lourde gothique puis byzantine. Celui qui la porte est un cataphractaire.
- Contus : (terme latin d'origine grecque) longue lance de cavalier, maniée à deux mains.
- Lance : terme générique désignant une arme offensive dotée d'un fer emmanché sur une hampe. Elle est popularisée par la cavalerie gothique.
- Spatha : nom latin de l'épée longue, utilisé pour désigner l'épée longue romaine tardive, l'épée des grandes invasions et l'épée mérovingienne.
- Épée : arme blanche à double tranchant, sans doute d'origine celtique et copiée par les Romains et par les Germains. L'épée franque (carolingienne) est la plus renommée jusqu’à ce que les Vikings la copient et la surpassent. Durant cette période, l'épée est dite longue lorsqu'elle mesure de 0,80  à   1 m. Elle est héritée de la spatha romaine du bas-Empire.
- Épée à une main et demi : épée de taille moyenne entre l'épée longue et l'épée à deux mains, d'un poids situé entre 1,4  et   1,8 kilogramme environ pouvant être maniée à une main ou à deux mains.

### Armes contondantes

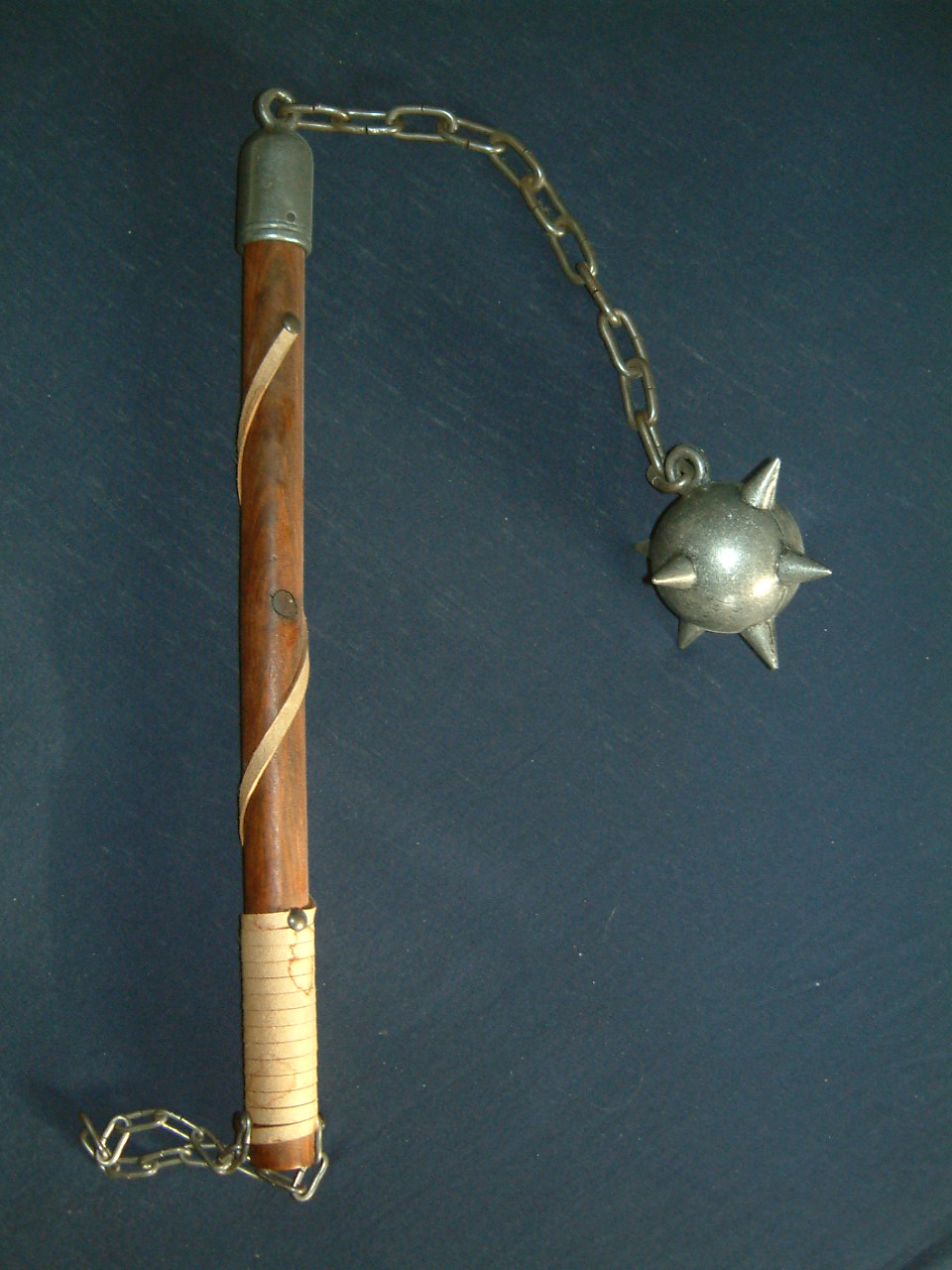
Un fléau d'armes.

- Fléau d'armes
- Marteau d'armes
- Masse d'armes
- Morgenstern

### Armes de contact
- Dague : arme blanche courte à double tranchant.
- Miséricorde : dague à lame mince, à deux tranchants, trois tranchants ou à section carrée essentiellement destinée à frapper d'estoc (de la pointe) dans les ouvertures de l'armure.
- Sabre : arme blanche longue à un seul tranchant, populaire chez les peuples de la steppe. Le sabre peut être droit (latte, proto-sabre) ou courbe. Au cours du haut Moyen Âge, sa forme a tendance à se courber.
- Scramasaxe ou Sax (dans certaines sources latines) : arme blanche semi-longue à un seul tranchant d'origine germanique.
- Semispatha : nom latin de l'épée courte des grandes invasions.

### Armes d'estoc
- Épée longue dite estoc : apparaît au cours du XVe siècle pour se faufiler dans les défauts des harnois toujours plus sophistiqué et atteindre les parties vitales.

### Armes de taille

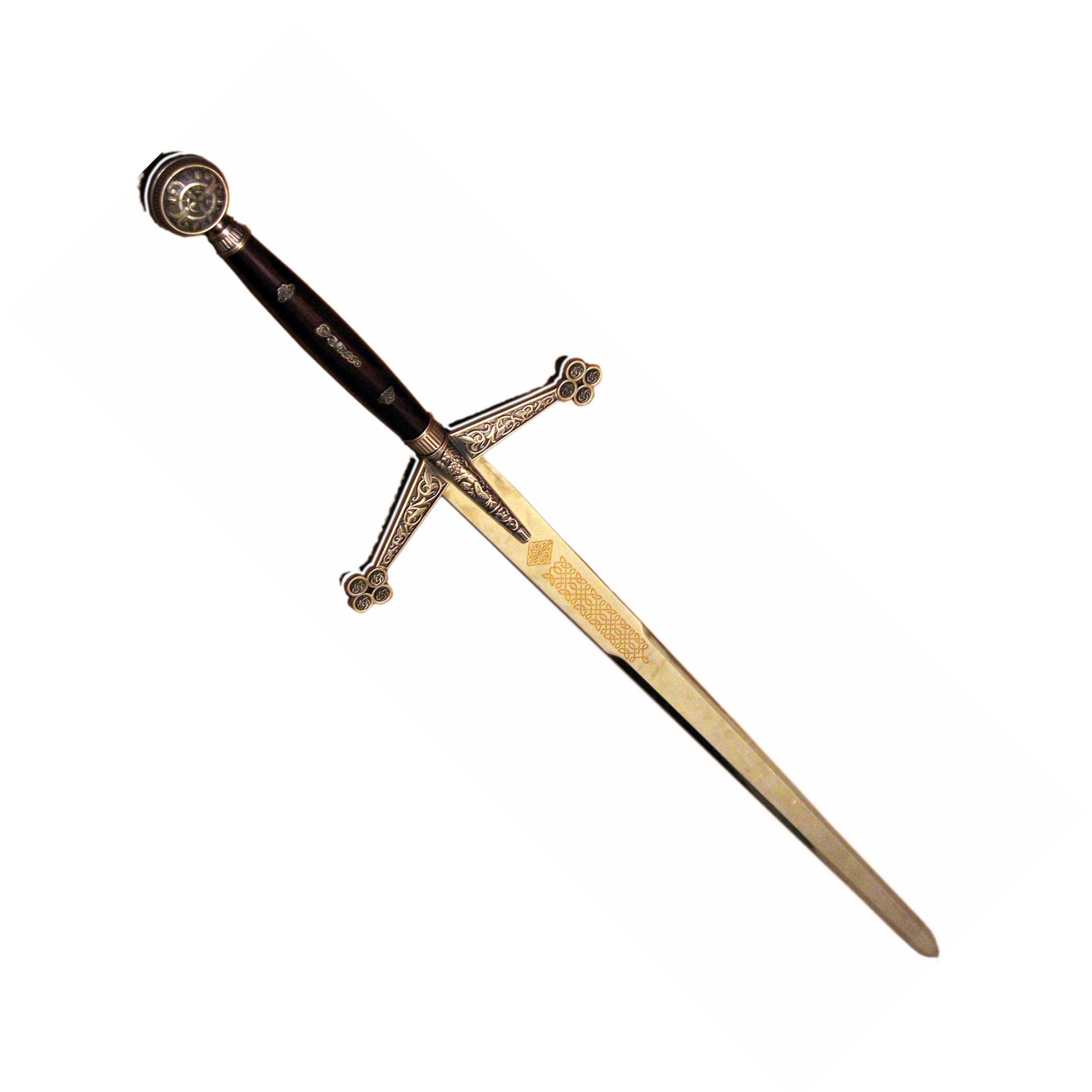
Réplique d'une claymore.

- Claymore : épée à deux mains utilisée par les highlanders écossais.
- Espadon : grande épée à deux mains
- Flamberge : grande épée dont la lame est ondulée.
- Latte : sabre droit du haut Moyen Âge (lame à un seul tranchant)

### Armes d'hast (armes longues)
Sous le vocable arme d'hast sont reprises toutes les armes emmanchées, manche en bois prolongé par un fer, le plus souvent dérivé d'un outil agraire. Les armes d'hast donneront naissance aux hallebardes de la Renaissance :
- Anicroche : arme composée d'un coutelas recourbé pour couper les jarrets des chevaux, désosser un chevalier en lui arrachant ses pièces d'armures… du XIVe siècle au XVIe siècle.
- Bardiche : arme originaire d'Europe de l'Est, composée d'un manche en bois pouvant être long de 2 m et d'un fer en forme de hache allongée.
- Faux de guerre ou fauchard : arme d'hast inspirée de la faux qu'utilisaient les paysans en temps de guerre. Elle apparaît au début du XIIIe siècle
- Pertuisane : arme dérivée de la lance, utilisée en Italie au XVe siècle.
- Pique : longue lance de fantassin (environ 6 m), utilisée pour briser la charge des cavaliers.
- Vouge : arme composée d'une longue lame à deux tranchants (celui du dos faisant la moitié de la lame) au bout d'un manche, utilisée par l'infanterie (les « vougiers »)
- Guisarme : arme de la famille des hallebardes composée d'une lance avec une extrémité souvent en forme de serpe.
- Corsèque : arme d'hast composée d'une pique et d'un bout de fer recourbé, permettant de désarçonner le cavalier et de le transpercer.

### Armes indirectes
Des chausse-trapes en fer forgés de manière à tenir pointe vers le haut permettaient de ralentir une charge de cavalerie en s'incrustant dans le sabot du cheval pour le blesser ou le déséquilibrer. La généralisation du fer à cheval a rendu cette arme moins efficace.

### Armes de jet

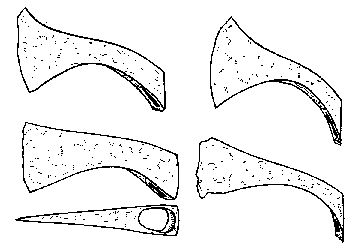
Différents types de francisques.

- Angon : sorte de lance ou javelot propre aux Francs, la forme de son fer serait à l'origine du motif de la fleur de lys des armes de France.
- Framée : arme parente de l'angon.
- Francisque : nom traditionnel de la hache de jet des Germains occidentaux, que popularisèrent les Francs.
- Javeline : arme de jet légère, semblable à une lance ou à un javelot raccourci.
- Javelot : lance de jet légère.

### Armes de siège
- Baliste : sorte de grande arbalète pouvant tirer avec grande puissance des pierres ou des carreaux prévu à cet effets.
- Pierrière
- Catapulte : arme de siège d'origine romaine et tirant des boulets de pierre.
- Mangonneau
- Trébuchet : amélioration de la catapulte et mangonneau, elle utilise un système de contrepoids pour pouvoir tirer des projectiles.
- Couillard

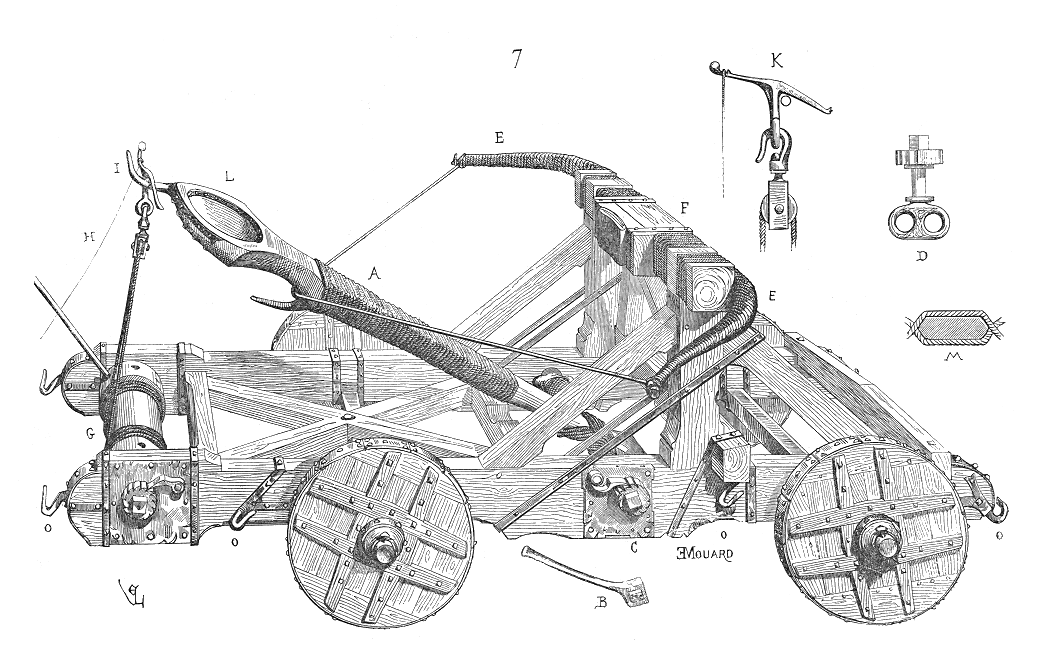
Schéma descriptif d'une catapulte.
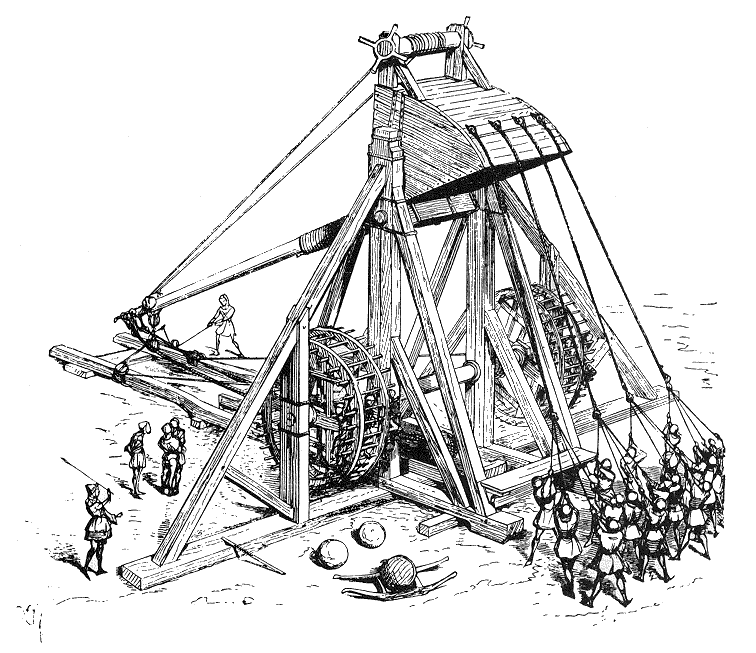
Mangonneau.
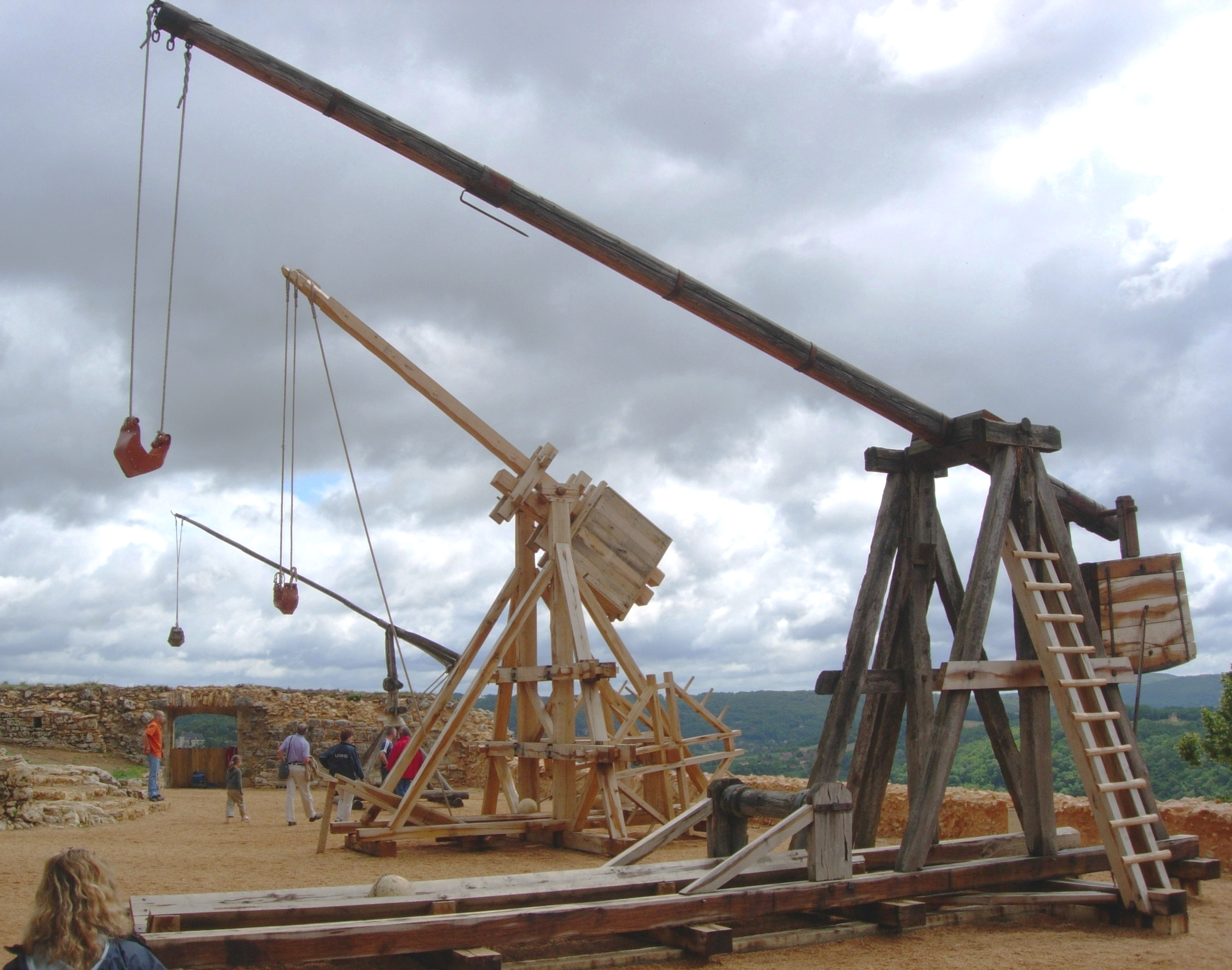
Trébuchets.

### Armes de traits
- Arc
- Arbalète

### Armes à feu
- Arquebuse : arme à feu introduite au XIIIe siècle, puis généralisée au XVe siècle en Occident (voir poudre à canon).
- bombarde première arme à poudre utilisée au Moyen Âge. Elle nécessite de la poudre noire et elle tire des boulets de pierre.
- Couleuvrine : arme à feu portative inventée au XIVe siècle.

### Armures
- Brigandine

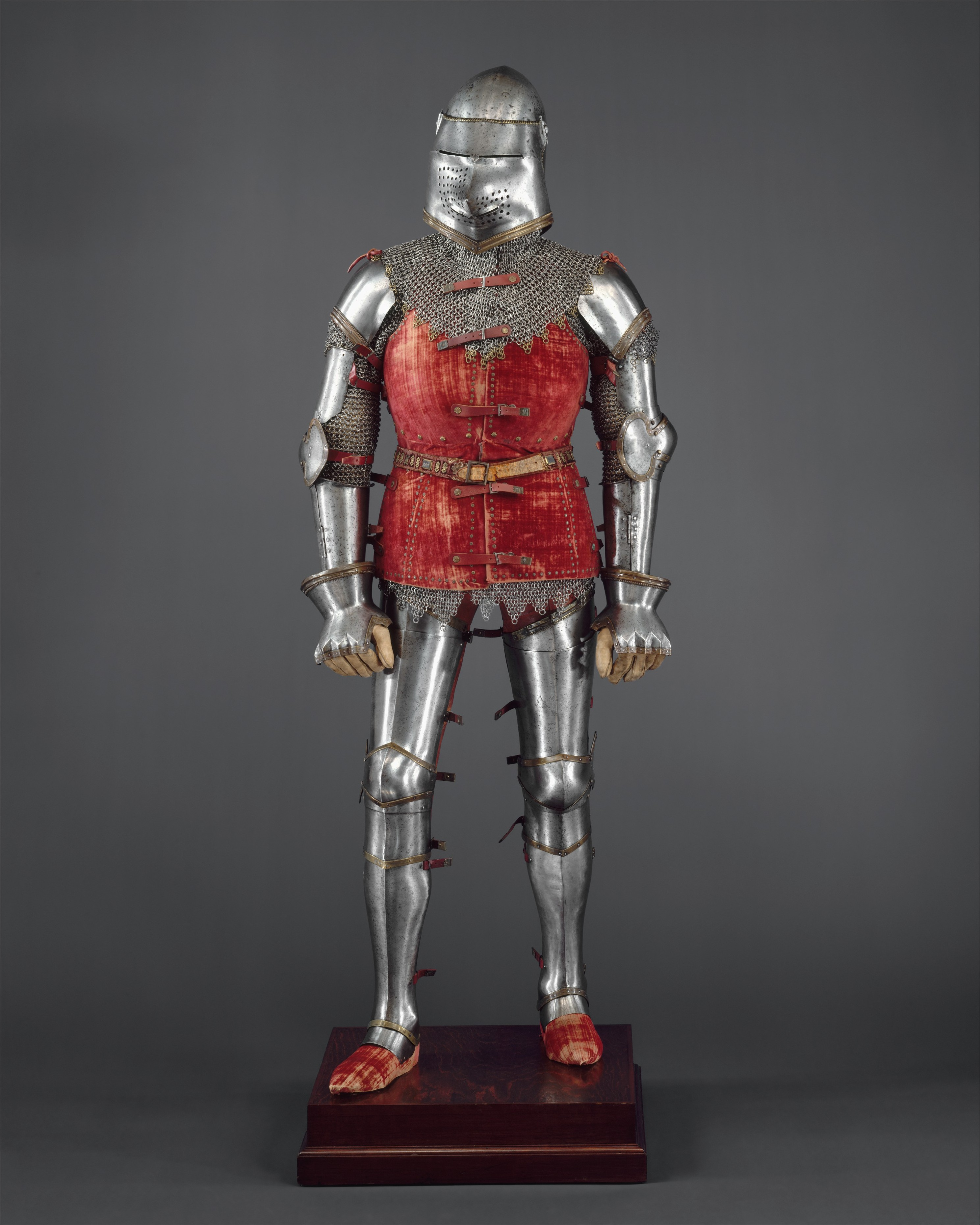
Reconstitution composite d'une armure, vers 1400-1450, Metropolitan Museum of Art. Aucune armure complète du début du XVe siècle n'a été conservée. Celle-ci comporte donc divers éléments rassemblés et restaurés dans les années 1920.

- Broigne : armure formée d'anneaux cousus entre eux.
- Camail
- Cataphracte
- Cotte d'armes
- Cotte de mailles : armure la plus répandue au Moyen Âge constituée d'anneaux entrelacés.
- Gambison
- Harnois
- Haubert
- Heaume : casque du chevalier.
- Salade casque utilisé à partir du XVe siècle.
- Spangenhelm : casque du Haut Moyen Âge.

### Boucliers
- Pavois : grand bouclier occupant le dos des arbalétriers ou posé devant eux pour les protéger pendant qu'ils rechargent
- Rondache : bouclier de forme circulaire et généralement de taille moyenne.
- Targe : petit bouclier.
- Umbo ou ombilic : terme latin désignant la bosse du bouclier ou le cache-poing.
- Écu : bouclier rond avec un demi-cercle sur le côté qui permettait de passer la lance. Il était le plus souvent utilisé par les chevaliers.
- Bocle : bouclier utilisé dès la fin du XIIIe siècle lors des duels.

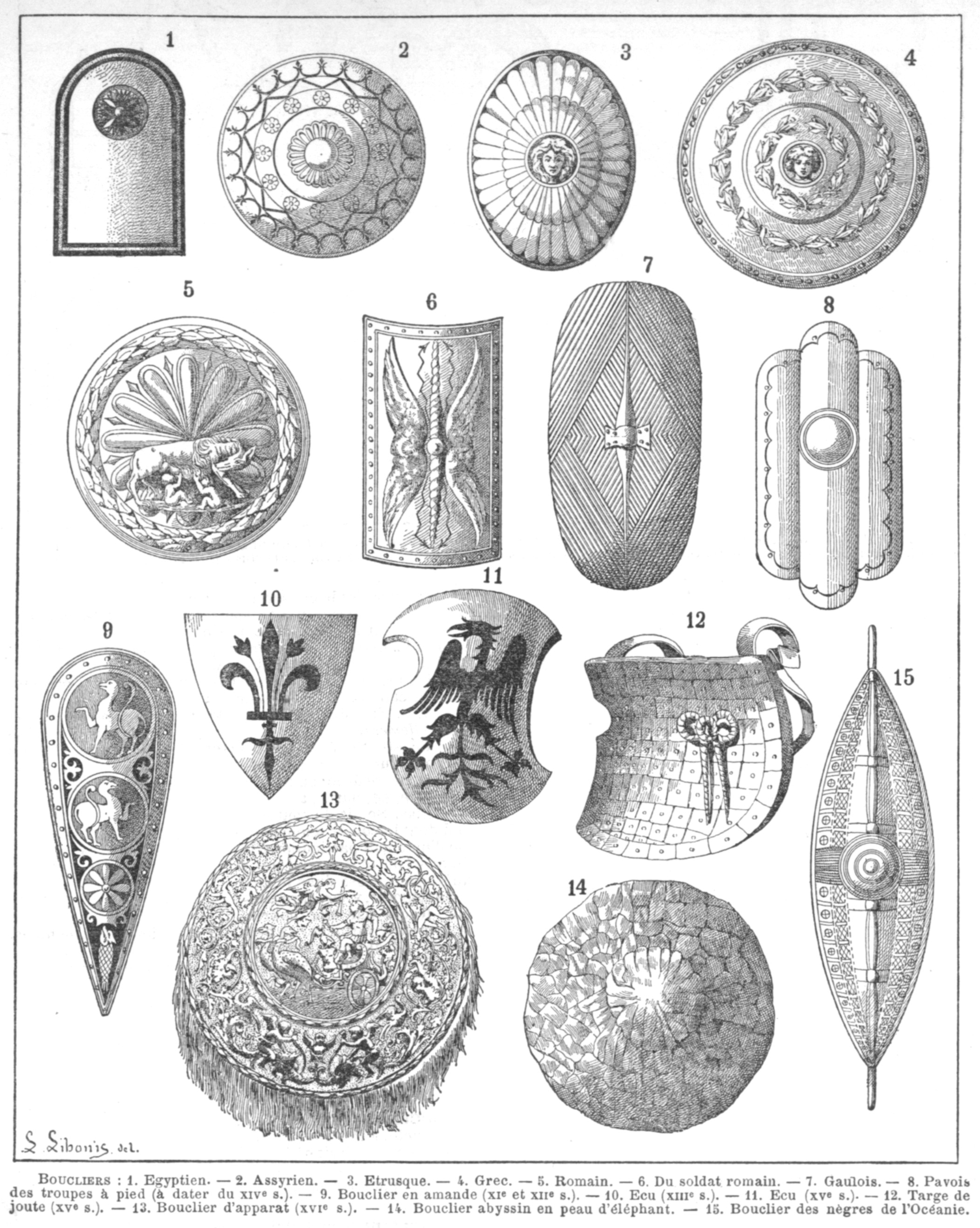
Divers boucliers.
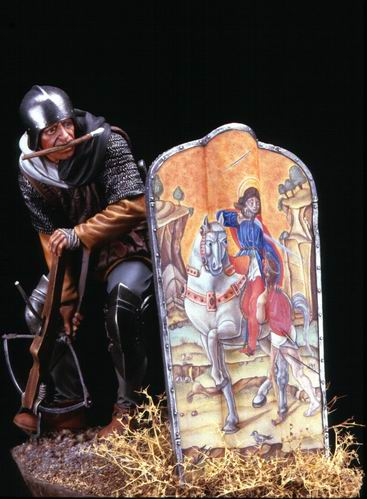
Arbalétrier rechargeant son arme à l'abri de son pavois fiché en terre.
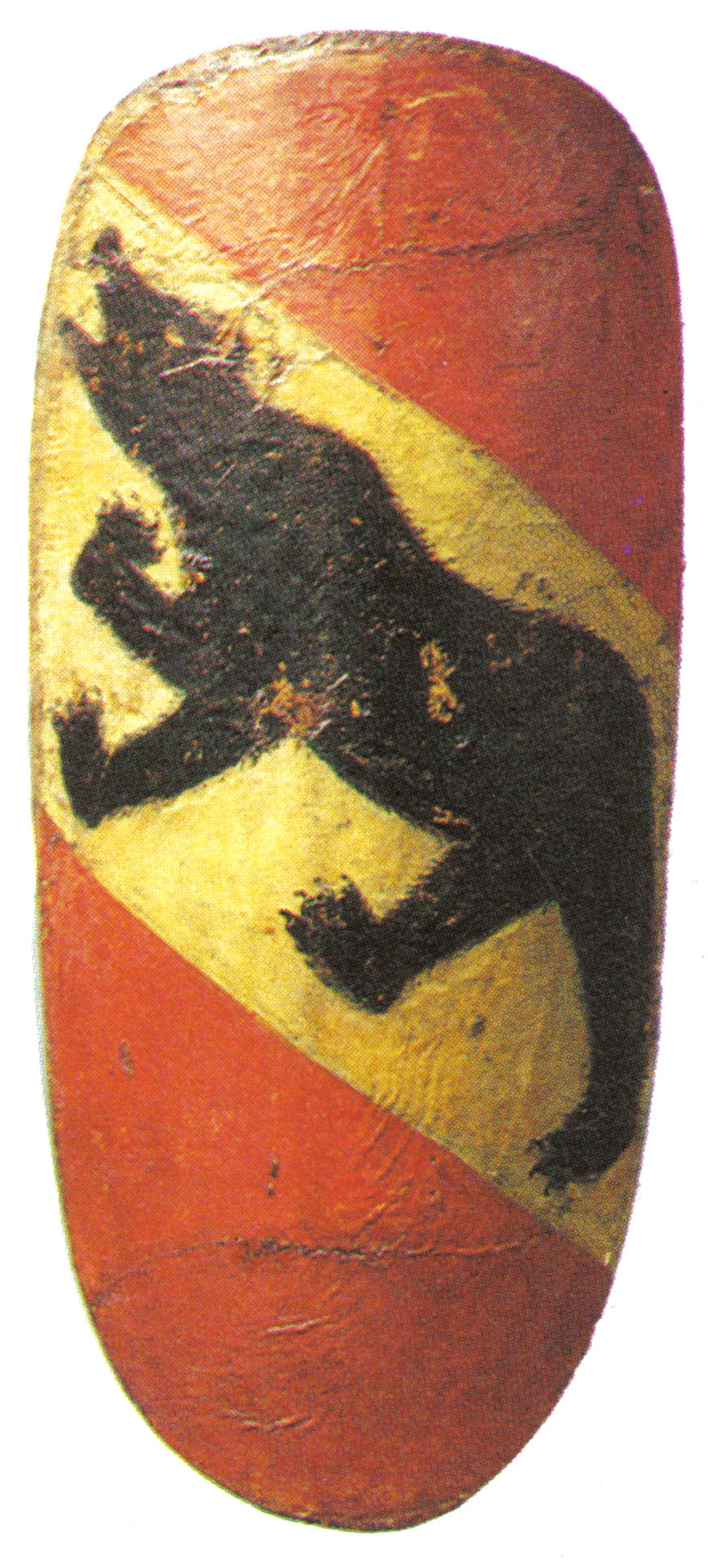
Pavois du XIVe siècle.